# ابو کلیفون
ابو کلیفون (به عربی: أبو کلیفون) یک روستا در سوریه است که در ناحیه مرکزی سقیلبیه واقع شده‌است. ابو کلیفون ۷۲ نفر جمعیت دارد.